# La vie d'Adèle
La Vie d'Adèle is een Franse dramafilm uit 2013 onder regie van Abdellatif Kechiche. Het scenario is gebaseerd op het stripverhaal Le bleu est une couleur chaude van striptekenaar Julie Maroh. De film werd onderscheiden met een Gouden Palm op het Filmfestival van Cannes.

## Verhaal
De 15-jarige Adèle is een gewoon meisje op de middelbare school. Ze komt uit een middenklassengezin en houdt van eten, boeken lezen en Bob Marley. Ze heeft niet echt veel interesse in jongens, maar opgejut door haar hitsige schoolvriendinnen spreekt ze op een dag af met Thomas, een donkere jongen uit een hogere klas. Onderweg naar hun eerste date passeert Adèle een blauwharige jonge vrouw, die gearmd met een andere vrouw de straat oversteekt. Voor Adèle is het liefde op het eerste gezicht. Ze kan de blauwharige vrouw niet uit haar hoofd zetten en begint over haar eigen seksualiteit te twijfelen. Toch blijft ze Thomas zien, en gaat ze ook met hem naar bed. De relatie is echter niet wat ze ervan verwacht had en ze zet er een punt achter. Op school spreekt ze met een vriendin en zij zegt tegen Adèle dat het achterwerk van Alice haar wel bevalt maar zij Adèle het mooist vindt. Als Adèle hiervan moet blozen speelt ze hierop in en begint haar te zoenen. Als ze een dag later haar weer tegenkomt bij de toiletten begint Adèle haar te zoenen, maar blijkt dat dit een eenmalige, spontane actie van haar was.
Valentin, een van haar beste vrienden, neemt haar als troost een avondje mee uit. Naar een homobar, zo blijkt. Adèle voelt zich daar wat verloren, en wandelt - enigszins met haar ziel onder de arm - de naastgelegen lesbo-bar binnen. Daar ziet ze de blauwharige jonge vrouw weer. Adèle zoekt oogcontact en al gauw raken de twee aan de praat. De blauwharige vrouw blijkt Emma te heten, en ze is vierdejaars Schone Kunsten. 
Emma en Adèle raken bevriend, en Adèle begint verliefd op Emma te worden. Ondertussen moet ze op school het hoofd bieden tegen het geroddel en de homofobie die er op school blijkt te heersen, waardoor ze haar vroegere vriendinnen kwijtraakt. Na verloop van tijd verandert de vriendschap tussen Emma en Adèle in een gepassioneerde relatie. Voor Emma is dit geen probleem, want haar moeder en stiefvader weten van haar geaardheid, en ook in het kunstenaarswereldje waar ze dagelijks verkeert, wordt hier geen punt van gemaakt. Adèle vindt het een stuk moeilijker. Ze stelt Emma bij haar ouders dan ook voor als een vriendin die haar helpt met bijles in filosofie, en - wanneer Adèle haar studie heeft afgerond - ook op haar werk als juf op de kleuterschool houdt ze haar privéleven geheim.
Na verloop van tijd - Adèle en Emma wonen inmiddels al enige jaren samen - beginnen de frustraties en irritaties het stel parten te spelen. Emma is gefrustreerd over haar carrière als kunstenares, waarin ze zich tegengewerkt voelt, en is vaak niet thuis. Adèle vermoedt dat Emma wat heeft met Lise, hoogzwanger van Aude. Ten tijde van een feestje bij hen thuis zag zij hen innig samen. Als gevolg daarvan heeft Adèle een slippertje met haar mannelijke collega Antoine. Wanneer Emma hen zoenend in Antoines auto ziet, gooit ze Adèle woedend haar huis uit. Adèle is lange tijd ontroostbaar, en stort zich op haar werk. Enkele jaren later zoekt ze Emma weer op en spreken ze af in een restaurant. Ze wil graag weten of Emma haar heeft vergeven en of ze samen opnieuw kunnen beginnen. Emma heeft haar inderdaad vergeven, maar heeft nu een nieuw leven met Lise en blijft bij die keuze. Wanneer Adèle enige tijd later een uitnodiging ontvangt voor de opening van een belangrijke expositie van Emma's werk, gaat Adèle er vol verwachting naartoe. Hoewel ze ziet dat de tekeningen die Emma destijds van haar gemaakt had een belangrijk deel van de collectie in beslag nemen, merkt ze aan alles dat ze niet meer tot dit kunstenaarswereldje van Emma behoort. Onverrichter zake keert ze terug naar huis.

## Rolverdeling

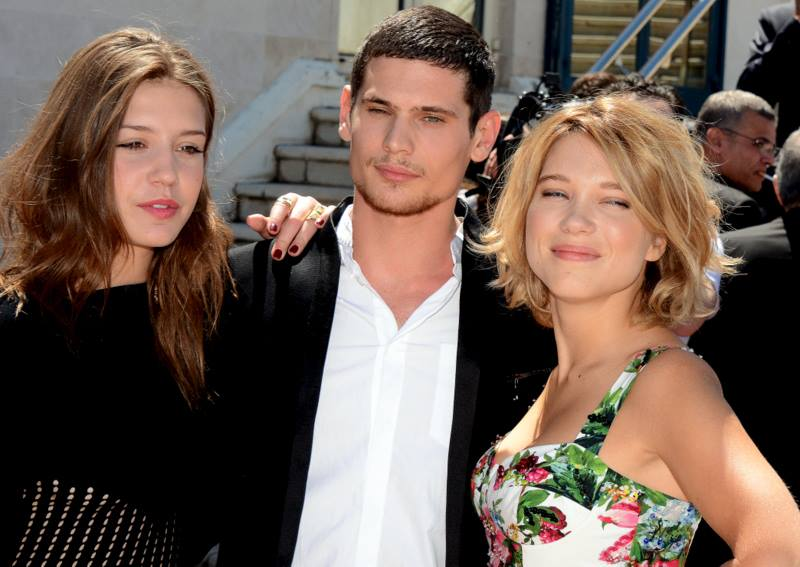
Cast in Cannes 2013: Adèle Exarchopoulos, Jérémie Laheurte en Léa Seydoux

| Acteur              | Personage        |
| ------------------- | ---------------- |
| Adèle Exarchopoulos | Adèle            |
| Léa Seydoux         | Emma             |
| Jérémie Laheurte    | Thomas           |
| Catherine Salée     | Moeder van Adèle |
| Aurélien Recoing    | Vader van Adèle  |
| Sandor Funtek       | Valentin         |
| Salim Kechiouche    | Samir            |
| Alma Jodorowsky     | Béatrice         |
| Mona Walravens      | Lise             |